# Дорошенко, Григорий Яковлевич
Дорошенко Григорий Яковлевич (1846—1910) — русский горный инженер. Автор фундаментального труда «Горное искусство», который был написан в 1880 году.

## Биография
Григорий Яковлевич родился в 1846 году. В 1866 году окончил Петербургский горный институт. В 1871—1879 годах — профессор этого института. Один из первопроходцев в области обогащения угля. Является автором труда «Горное искусство», который являлся энциклопедией горнотехнических знаний. В то время данный труд служил основным справочником по горному делу. Также является автором ряда статей по горнозаводской механике.

#### Сочинения
- Механическое обогащение каменного угля, «Горный журнал», 1876, январь